# Dawid Modenstein
Dawid Modenstein (ur. 1854 w Szreńsku, zm. 12 marca 1912 w Łodzi) – polski malarz, pochodzenia żydowskiego.

## Życiorys
Początkowo uczył się w szreńskim Beit-hamidraszu, w 1874 przeprowadził się do Warszawy, gdzie zarabiał na utrzymanie jako pomocnik dekarza. Dzięki pomocy finansowej czytelników czasopisma Izraelita uczył się w Klasie Rysunkowej, którą w Warszawie prowadzili Wojciech Gerson i Aleksander Kamiński. Od 1881 do 1883 kontynuował naukę w krakowskiej Szkole Sztuk Plastycznych, a następnie w Akademii Sztuk Pięknych w Monachium. Po zakończeniu nauki osiadł na stałe w Łodzi, swoje prace wystawiał Łodzi, Krakowie oraz w Towarzystwie Zachęty Sztuk Pięknych w Warszawie. Od 1904 prowadził szkołę rysunku i malarstwa.
Tematem jego prac utrzymanych w stylu realistycznego akademizmu były sceny rodzajowe m.in. Pod chrześcijańską opieką, Chwila wypoczynku, Dobra matka, Modląca się kobieta, Podarek z jarmarku, studia portretowe i autoportety.  
Pochowany na nowym cmentarzu żydowskim w Łodzi.  